# 50B busz (Budapest)
A budapesti 50B jelzésű autóbusz a Budatétény, Sorompó és a Park utca (Ruhagyár) között közlekedett. A vonalat a Budapesti Közlekedési Vállalat üzemeltette.

## Története
A járat az 50-es busz betétjárataként indult a Budatétény, Sorompó és a Ruhagyár között 1966. június 13-án. 1982–83 körül megszűnt, de 1984. április 2-án újraindult. Megszűnésének időpontja kérdéses, a BKV 1985. február 1-jétől érvényes menetrendi tájékoztatójában már nem szerepelt, A fővárosi autóbusz-közlekedés 100 éve című könyv szerint viszont 1985. szeptember 30-án szűnt meg az 50A és az 50C járattal együtt (ez utóbbi a 103-as jelzést kapta).

## Útvonala
| Park utca (Ruhagyár) felé                                                                                     | Budatétény, Sorompó felé                                                                                      |
| --- | --- |
| Budatétény, Sorompó vá. – Nagytétényi út – Jókai Mór utca – Bajcsy-Zsilinszky utca – Park utca (Ruhagyár) vá. | Park utca (Ruhagyár) vá. – Bajcsy-Zsilinszky utca – Jókai Mór utca – Nagytétényi út – Budatétény, Sorompó vá. |

## Megállóhelyei
Az átszállási kapcsolatok között az azonos útvonalon közlekedő 50C busz nincs feltüntetve!
| 0 | Budatétény, Sorompó végállomás        | 7 | 3, 3, 14, 114          |
| 1 | Lépcsős utca                          | 6 | 3, 14, 114             |
| 2 | Jókai Mór utca                        | 5 | 3, 3, 14, 50, 50A, 114 |
| 3 | Dézsmaház utca (↓) Művelődés utca (↑) | 4 | 50, 50A                |
| 4 | Rizling utca (↓) Kistétény utca (↑)   | 3 | 50, 50A                |
| 5 | Kápolna utca (↓) Őszibarack utca (↑)  | 2 | 50, 50A                |
| 6 | Aszály utca                           | 1 | 50, 50A                |
| 7 | Park utca (Ruhagyár) végállomás       | 0 | 50, 50A                |